# Chiesa di Santa Maria di Costantinopoli (Faicchio)
La chiesa di Santa Maria di Costantinopoli è una architettura religiosa sita nel comune di Faicchio in località Fontanavecchia.

## Storia
Venne citata per la prima volta da mons. Sigismondo Gambacorta nel 1631 quando subì un ampliamento.
Nel 1675 aveva un unico altare con un'effigie raffigurante la Vergine col Bambino.
Ricostruita dopo il terremoto del 5 giugno 1688, è stata ulteriormente ampliata ed abbellita nel XIX secolo.
L'ultimo restauro della chiesa è stato effettuato nel 2007.

## Descrizione
La chiesa è ubicata fuori dal centro storico di Fontanavecchia, adiacente al ponte della strada Faicchio-San Lorenzello e Via Pesco. Nei pressi della chiesa vi è un'area archeologica di notevole interesse: un'antica fontana di Epoca Medievale (riportata alla luce nel 2008) e l'ingresso dell'acquedotto ipogeo-Romano.
Sovrastante il portale è una edicola con i resti di un affresco anteriore al 1688.
L'interno è in stile neoclassico. All'interno della chiesa si trovano la statua della Madonna di Costantinopoli e la statua di san Sancio, protettore della località, portata in processione la prima domenica di giugno. In una cappellina sul lato destro della chiesa vi sono due pregevoli affreschi raffiguranti l'Ultima Cena e la Lavanda dei piedi. Sempre in questa cappellina si trova una statua, di piccole dimensioni, di San Michele Arcangelo che anticamente veniva portata in processione sui sentieri del monte Monaco fino alla grotta di San Michele, l'otto maggio di ogni anno, giorno in cui la comunità di Faicchio si reca alla grotta per venerare il Santo.